# Karel Bělohradský
Karel Bělohradský (Praga, 9 dicembre 1926 – Praga, 10 febbraio 2006) è stato un cestista cecoslovacco.
In alcune fonti è indicato con il nome Josef.

## Carriera
Con la Cecoslovacchia ha disputato le Olimpiadi 1948, e ha vinto l'argento ai FIBA EuroBasket 1947.